# 神之牙-JINGA-
《神牙-JINGA-》（日语：神ノ牙-JINGA-）是日本特攝劇集《牙狼〈GARO〉》系列的最新電視作品，於2018年10月4日起在東京都會電視台、日本BS放送的深夜時段播出。

## 本劇特色
本作作為2015年播出的《牙狼〈GARO〉-GOLDSTORM- 翔》的續作外傳故事，以劇中的主要反派－霍拉·神牙轉生後的御影神牙為故事核心所展開的全新故事。
與以往系列作在東京電視台播出的慣例不同，本作改由東京都會電視台、日本BS放送播出為首例。

## 故事大綱
曾身為一名魔戒騎士、卻以最兇最惡的啃食火羅的火羅為稱的那位「神牙」，在魔界與火羅的始祖·彌賽亞的一場決戰中敗北了。然而經過一段漫長歲月，其靈魂以名為御影神牙的魔戒騎士的身分重新誕生於世。並且與夥伴魔戒法師 楓沙及目標成為魔戒騎士的弟弟 刀真一同完成討伐火羅的使命。
- 從EP5中知道今次故事發生背景的地區叫"裏巴斯 (リバース)"，裏巴市區 (リバーシティ)。

## 登場人物
- 御影神牙（みかげ じんが）（井上正大飾）(樋口天翔飾少年時代神牙)

魔戒騎士，『影煌騎士狼是』稱號的繼承者
EP1與火羅戰鬥中被咬傷右手，之後獲得“奇蹟之力”(把火羅變回人類)，
EP12和黑神牙對峙中，得知曾經救回的人類再次變回火羅感到絕望，最後被黑神牙奪舍，覺醒成為火羅神牙。
- 魔導具亞魯瓦（松野井雅聲音）

神牙配戴的指環型魔導具，實情是藏於指環內的火羅一一亞美里。
EP12從指環中現身成火羅。
- 亞美里（アミリ）（松野井雅飾）

藏於魔導具亞魯瓦內的火羅，
EP12正式登場，所做的一切都是等待火羅神牙完全覺醒。
- 楓沙（ふうさ）（向里憂香飾）(兵頭莉音飾少年時代楓沙)

女魔戒法師，神牙的夥伴
EP5內為了調查火羅出沒，化身成在"Labyrinth"夜店工作的公關小姐"四宮"
EP11被神牙殺死。
- 御影刀真（みかげ とうま）（萩原壯志飾）

神牙之弟
EP2成為火羅後被神牙救回。
EP12再次成為火羅，最後被完全覺醒的火羅神牙消滅。
- 御影小百合（みかげ こゆり）（安藤聰海飾）

神牙和刀真的母親，EP0被成為火羅的瑞斗殺死。
- 御影瑞斗（みかげ みずと）（風間トオル飾）

魔戒騎士，神牙和刀真的父親，
EP2被神牙消滅。
- 葉祐（ようゆう）（小木茂光飾）

魔戒法師，楓沙的師父
- 狼斬（ろざん）（高杉亘飾）

魔戒騎士，是名門出身的菁英魔戒騎士。魔導火之火的顏色是紫色。
EP12被覺醒的神牙殺死。
- 紫杖（しじょう）（菅原昌規飾）

魔戒騎士，狼斬之徒弟，常稱其師為"狼斬大師" 。
EP4時與神牙一同調查火羅頻發的原因時被神牙所殺。

### 番犬所
- RUMIDO（ルミド）（岩田有弘飾）

Kerus追隨者
- RAMEDO（ラメド）（佐藤大介飾）

Kerus追隨者
- KERUS（ケルス）（湯本美咲飾）

番犬所之女性神官

### 魔獸火羅 / 霍拉
- 御影瑞斗 (火羅)

附身者 : 御影瑞斗
EP0，藏於御影瑞斗體內，殺了神牙母親後，再被神牙所殺。
- 火羅奧洛索（ホラー・ノンロッソ）

附身者 : 玲奈（梅宮萬紗子飾）
EP0
- 火羅卡德娜（ホラー・カデーナ）

附身者 : 佳菜恵（永井理子飾）
EP1，第一個被神牙斬殺後能還原回人類的火羅，
- 刀眞火羅態（刀眞ホラー態）

附身者 : 御影刀眞（萩原壯志飾）
EP2
- 石田（火羅人間態）

附身者 : 石田（藤田和之飾）
EP3，前職業摔角手，成了火羅後專吃暴徒
- 不知名火羅

附身者 : 流浪漢（EGA飾）
EP4，被"黒裝束之女"給了一個洋娃娃後被火羅侵佔，動作似猴子
- 梨花（火羅人間態）/ 不知名火羅

附身者 : 梨花（清水葉月飾）
EP5，通過梨花父親留下的手錶而被火羅附身，真身形態為山姥
- Rebijyu人間態 / 火羅Rebijyu（ホラー・レビジュ）

附身者 : ヒトシ（高野春樹飾）
EP6，喜歡寶石的火羅

### 配音
- 魔導輪アルヴァ︰松野井雅
- 魔獸火羅 / 霍拉︰西凛太朗

## 各集資料
| 播映日   | 集數       | 各集副標               | 客演                                                                |
| -------- | ---------- | ---------------------- | ------------------------------------------------------------------- |
| 18/10/04 | EPISODE 0  | 神牙／JINGA            | 玲奈（ノンロッソ人間態） - 梅宮萬紗子                               |
| 18/10/11 | EPISODE 1  | 消滅／再生             | 佳菜恵（カデーナ人間態） - 永井理子 敦美 - 久田莉子 莉央 - 武內おと |
| 18/10/18 | EPISODE 2  | 絕望／希望             | 少年時代の神牙 - 樋口天翔 少年時代の楓沙 - 兵頭莉音                 |
| 18/10/25 | EPISODE 3  | 決意／惡意             | 石田"MASKMAN"（ホラー人間態） - 藤田和之 FOX - 黒石高大             |
| 18/11/01 | EPISODE 4  | 疑念／目覺             |                                                                     |
| 18/11/08 | EPISODE 5  | 混迷／教示             | 梨花母親（るり子）- 千賀由紀子 梨花（ホラー人間態）- 清水葉月       |
| 18/11/15 | EPISODE 6  | 表／裏                 | アケミ - 冨手麻妙 ヒトシ - 高野春樹                                 |
| 18/11/22 | EPISODE 7  | 伴／斷                 |                                                                     |
| 18/11/29 | EPISODE 8  | 盲信／懷疑             |                                                                     |
| 18/12/06 | EPISODE 9  | 無始／無終             |                                                                     |
| 18/12/13 | EPISODE 10 | 獨尊／窮地             |                                                                     |
| 18/12/20 | EPISODE 11 | 虛構的大義／事實的真裡 |                                                                     |
| 18/12/27 | EPISODE 12 | 終焉／創成             |                                                                     |

## 主題曲

### 片頭曲
- 『慟哭の彼方』

主唱︰JAM Project

### 片尾曲
- 『慟哭の彼方 〜Instrumental Version〜』

## 相關作品

### 電影版
- 《牙狼〈GARO〉神之牙 -KAMINOKIBA-》：2018年1月公映

## 外部連結
- 『神之牙-JINGA-』官方網站 （页面存档备份，存于）